# 彰化縣二林鎮香田國民小學
彰化縣二林鎮香田國民小學，是位於台灣彰化縣二林鎮境內的一所6班的小學。學區包含香田里及部分外竹里。

## 沿革
香田國小一開始並非一間獨立的學校，在1953年9月，在彰化縣二林鎮香田里民眾集會所設「二林國校香田分班」，設立1個班級。2年後，彰化縣二林鎮中正國校獨立設校，學區劃分，名稱改為「中正國校香田分班」。
後來在1961年成立分校，稱為「中正國校，香田分校」，有4個班級。1963年8月獨立成校，名稱為「彰化縣二林鎮香田國民學校」。1968年8月，實施九年國民教育後，校名改為「彰化縣二林鎮香田國民小學」。

## 歷任校長
| [ 2 ]    | 姓名   | 服務時間              |
| -------- | ------ | --------------------- |
| 第一任   | 吳淵燦 | 1963年8月－1968年8月  |
| 第二任   | 謝海士 | 1968年9月－1970年12月 |
| 第三任   | 金立國 | 1971年1月－1974年8月  |
| 第四任   | 廖摠傳 | 1974年9月－1982年8月  |
| 第五任   | 謝登   | 1982年9月－1988年9月  |
| 第六任   | 李憲   | 1988年10月-1993年2月  |
| 第七任   | 凃清溪 | 1993年3月-1995年7月   |
| 第八任   | 劉輝煌 | 1995年8月-1999年1月   |
| 第九任   | 施秋旺 | 1999年2月-2002年7月   |
| 第十任   | 王淑貞 | 2002年8月-2005年7月   |
| 第十一任 | 柯惠香 | 2005年8月-2008年7月   |
| 第十二任 | 周金木 | 2008年8月-2015年1月   |
| 第十三任 | 黃至賢 | 2015年2月-2018年7月   |
| 第十四任 | 鄭培華 | 2018年8月-            |

## 特色
學校馬路旁原本有蓋教師獨立宿舍，但後來宿舍被颱風摧毀，經學校評估後，不再重建，改作為水稻生態田，與當地碾米廠合作，種植一年兩期的越光米，推動食農教育。
學校旁的馬路種植美人樹，每年約十到十一月開紅花，加上附近十一月開始開白花的蕎麥花田，為該季節特別景色。是少數使用天然草皮跑道的學校。